# Дмитриев, Алексей Дмитриевич (партийный деятель)
Алексей Дмитриевич Дмитриев — советский хозяйственный, государственный и политический деятель.

## Биография
Родился в 1911 году в Москве. Член КПСС.
С 1929 года — на хозяйственной, общественной и политической работе. В 1929—1986 гг. — строитель, красноармеец, военный строитель, производитель работ, старший производитель работ на строительстве объектов танковой промышленности, военный инженер-строитель на строительстве объектов судостроительной промышленности в Ленинграде, заместитель заведующего отделом строительства ЦК КПСС.
За коренные усовершенствования методов производства в судостроительной промышленности был в составе коллектива удостоен Сталинской премии за выдающиеся изобретения и коренные усовершенствования методов производственной работы 1952 года.
Курировал восстановление Ташкента после разрушительного землетрясения и строительство Олимпийских объектов.
Умер в Москве после 1985 года.

## Цитаты
«В 1979 году я был направлен в строительный отдел ЦК КПСС. Сразу скажу, мне крупно повезло. Возглавляли отдел Иван Николаевич Дмитриев и Алексей Дмитриевич Дмитриев. Светлая им память».

## Награды и звания
- орден Ленина (16.07.1980)
- орден Октябрьской Революции (16.04.1971)
- орден Отечественной войны II степени (06.04.1985)
- орден Трудового Красного Знамени (31.05.1944; 19.11.1949; 09.08.1958; 1966)
- орден Красной Звезды (08.02.1949)
- орден Дружбы народов (11.04.1986)
- орден «Знак Почёта» (06.01.1942)